# Sveriges generalkonsulat i Houston
Sveriges generalkonsulat i Houston var Sveriges diplomatiska beskickning i Houston mellan 1950 och 1981. Generalkonsulatet hade sitt ursprung i det konsulat som öppnade 1950 som omvandlades generalkonsulat 1963. Konsulatet hörde, jämte de i New York, Minneapolis, San Francisco, Montreal och Chicago till de så kallade arvskonsulaten på grund av den stora mängden arvsmål som konsulatet hade hand om.
Generalkonsulatets distrikt omfattade förutom av Houston av delstaterna Texas, Alabama, Arkansas, Louisiana, Mississippi, New Mexico, Oklahoma samt Florida Panhandle. Mellan åren 1971 och 1977 fanns ingen utsänd generalkonsul. År 1978 återöppnades generalkonsulatet men lades ner endast tre år senare. Sedan 1983 verkar ett svenskt honorärt generalkonsulat i Houston.

## Historia

### Konsulat
Kungl. Maj:t beslutade den 15 november 1949 att etablera ett obetalt konsulat i Houston och hade föreskrivit att en befattning i lönegraden Ca 33 inom utrikesförvaltningen tills vidare skulle vara placerad vid detta konsulat. För ändamålet hade den konsulsbefattning som var knuten till Sveriges generalkonsulat i New York tillfälligt disponerats. Eftersom det var önskvärt att denna befattning återfördes till sin ordinarie placeringsort hade departementschefen förordat att en särskild befattning, såsom konsul i lönegraden Ca 33 med placering i Houston, skulle inrättas.
Konsul Dyrelius, som förordnats som konsul i Houston, betonade att upprättande av konsulatet var ett banbrytande arbete inom den svenska exportoffensiven i USA. Den södra delen av sydvästra staterna hade inte tidigare undersökts kommersiellt från svensk sida. Man var medveten om att man inte skulle ha överdrivna förhoppningar om att snabbt etablera en stor marknad där, men området hade stor potential och var en av de mest förmögna delarna av USA. En fjärdedel av alla investeringar i USA år 1948 gjordes i Texas. Vid upprättande av konsulatet var det ännu inte bestämt hur stort område det nya "exportkonsulatet" skulle omfatta, men det förväntades att det skulle inkludera Texas, New Mexico, Oklahoma, Mississippi, Louisiana, Arkansas och Alabama, de flesta av dessa tidigare tillhörde distriktet för Sveriges generalkonsulat i Chicago.
I maj 1950 flyttade konsulatet in i egna lokaler. Det invigdes officiellt den 24 maj. I lokalerna fanns en permanent utställning av svenska industri- och konsthantverksprodukter. Konsulatet låg vid 3602 Montrose Boulevard. Lokalerna var uteslutande inredda med svenska kontorsmöbler och utrymmena hade även i övrigt helt tagits i anspråk för utställning av svenska industri- och konstindustriprodukter. Utställningsidén kom ytterligare att utbyggas, och i början på juni 1950 reste konsul Gunnar Dryselius till Sverige för att knyta kontakt med sådana firmor vars produkter kunde väntas vinna avsättning på denna stora och av Sverige hittills i stort sett ännu obearbetade marknad.
Vid invigningen av konsulatet samlades representanter från stadens näringsliv och handel för att delta, inklusive borgmästaren Oscar F. Holcombe och tidigare handelsministern Jesse H. Jones. Även importörer från andra delar av Texas närvarade för att utforska vad Sverige kunde erbjuda. Nästan 1 000 personer deltog i ceremonierna, som inleddes med nationalsångerna från båda länderna. Konsul Gunnar Dryselius uttryckte hoppet om att det nya konsulatet skulle fungera som en bro mellan Sverige och sydvästra USA, och skulle främja ökad handel, turism och kulturell utbyte för båda ländernas bästa.

### Generalkonsulat
År 1963 upphöjdes konsulatet till ett generalkonsulat. När konsulatet förändrades till generalkonsulat förordnades konsuln där Karl Henrik Andersson till generalkonsul.
Den 1 juli 1971 förvandlades generalkonsulatet i Houston till handelssekreterarkontor. Därefter hade Sverige ingen generalkonsul i Houston på de närmaste sju åren. Kontoret bemannades under tiden av en vicekonsul.

### Sista åren och nedstängning
År 1978 återupprättade Sverige generalkonsulatet i Houston med anledningen av "de tunga ekonomiska beslut som kommer att fattas i denna region i framtiden". Året innan hade landshövdingen och före detta partiledaren för Moderaterna Yngve Holmberg erbjudits jobbet som generalkonsul i Houston trots kritik från Utrikesdepartementets (UD) fackliga organisationer TCO och SACO/SR. De hade tidigare reagerat mot så kallade reträttplatsutnämningar där kompetenta UD-tjänstemän blev överkörda i befordringsgången när ambassadörsjobb gick till f.d. riksdagsmän i stället för UD-utbildade. Den 1 december 1977 utnämndes Holmberg till ny generalkonsul. Han påbörjade sin tjänst den 1 januari 1978. I september 1980 rapporterades det att Justitiekanslern (JK) Bengt Hamdahl påbörjat en förundersökning mot Holmbergs agerande som chef för svenska generalkonsulat i Houston. Tidigare under året begärde personal på generalkonsulatet att UD skulle ingripa för att rätta till vissa samarbetsproblem. JK meddelande att Holmberg misstänktes ha förfarit brottsligt i två fall. Det ena fallet handlade om att han skulle ha tagit emot otillbörlig belöning under tjänsteutövning. I det andra fallet misstänktes han ha begärt att få sådan belöning. I slutet av november 1980 meddelande JK att Holmberg skulle åtalas för mutbrott. I avvaktan på rättegången kom Holmbergs tjänstgöring att förläggas till UD:s förvaltning i Stockholm. Någon vikare för Holmberg kom inte att tillsättas i Houston. I september 1980 rapporterades det att generalkonsulatet kom att ligga kvar trots avsaknaden av en generalkonsul, fast med en mindre bemanning och framförallt ägna sig åt offshore och varvsindustrin.
Den 13 februari 1981 fälldes Holmberg i Stockholms tingsrätt för mutbrott och dömdes till villkorlig dom och 50 dagsböter à 90 kronor samt 5 000 SEK rättegångskostnader. Tre månader senare, i maj 1981, begärde Holmberg att få lämna sin tjänst i Houston vilket regeringen biföll. Han fick därefter tre månader på sig att avveckla verksamheten. Holmberg försattes i disponibilitet av regeringen från 1 augusti 1981. Samma datum stängdes generalkonsulatet.

### Honorärt generalkonsulat
År 1983 öppnade Sverige istället ett honorärt generalkonsulat i Bellaire, Texas med advokaten Jeffrey B. Love som honorär generalkonsul. Generalkonsulatet har sedan 1980-talet var beläget på ett flertal platser i Greater Houston. Idag är det honorära generalkonsulatet beläget på samma adress som Svensk-amerikanska handelskammaren Texas (Swedish-American Chamber of Commerce Texas, SACC-Texas) i Houston.

## Arbetsuppgifter
Konsulatet hörde, jämte de i New York, San Francisco, Montreal, Chicago och Minneapolis, till de så kallade arvskonsulaten på grund av den stora mängden arvsmål som konsulatet hade hand om. På 1980-talet ägnade sig generalkonsulatet framförallt sig åt offshore och varvsindustrin.

## Ansvarsområde
Från 1949 omfattade konsulatets distrikt Houston och delstaterna Texas, Alabama, Arkansas, Louisiana, Mississippi, New Mexico, Oklahoma samt Florida Panhandle. Detta distrikt varade fram till 1975. Från 1976 till 1978 omfattade distriktet endast Houston och Texas och från 1976 tillhörde Alabama, Louisiana, Mississippi, Texas Sveriges generalkonsulat i New York. Delstaterna Kentucky och Tennessee övergick till Sveriges generalkonsulat i Chicago. År 1979 återgick dessa delstater till generalkonsulatet i Houston när detta återinrättades. Distriktet var desamma till 1981 när generalkonsulatet stängdes. Från när det honorära generalkonsulatet öppnade 1983 till åtminstone 1988 bestod distriktet av Texas förutom av Dallas. År 2024 bestod distriktet av Houston, South Texas, Oklahoma och Arkansas.

## Byggnader

### Kansli
Kansliet var år 1950 beläget i Commerce Building, Houston innan man samma år flyttade till 3602 Montrose Boulevard i Neartown-Montrose area. Här kvarstannade man till 1954. Från 1955 var adressen ett par 100 meter bort på 3400 Montrose Boulevard i en kontorsbyggnad. Åtminstone från 1964 till 1967 var man belägna i Suite 803 på samma adress. Generalkonsulatet förblev på 3400 Montrose Boulevard fram till 1971/72 när generalkonsulatet omvandlades till ett handelssekreterarkontor. Från 1973 till 1975 var adressen 4600 Post Oak Place Drive, Suite 100, i Afton Oaks / River Oaks area. Därefter angavs den endast som P.O. Box 27459, Houston, Texas 77027 mellan 1976 och 1979. Från 1980 tills nedstängningen av generalkonsulatet 1981 var det beläget på 17 South Briar Hollow Lane, Suite 400, runt hörnet från generalkonsulatets förra adress i Afton Oaks / River Oaks.
Från 1983 var det honorära generalkonsulatet beläget på samma plats som Chamber of Commerce of Greater Bellaire, på 6900 South Rice Avenue i Bellaire, Texas. Från åtminstone 1985 till åtminstone 1988 var den belägen på advokatbyrån Liddell, Sapp, Zivley, Brown & LaBoon's kontor på 34 våningen i Texas Commerce Towers. Från åtminstone 1990 till 1993 var den belägen i NCNB Bank Building, 5123 Bellaire Boulevard i Bellaire, Texas. Från 1994 till åtminstone 1999 var var den belägen på 2401 Fountainview Drive, Suite 510 i Greater Uptown district of Houston. Från åtminstone 2005 till 2012 var var den belägen på 2909 Hillcroft Street, Suite 515, i området Mid West i Houston. Under sommaren 2012 flyttade man till River Oaks Tower på 3730 Kirby Drive, Suite 805, i Greenway / Upper Kirby. Här förblev man kvar till åtminstone 2016. Man flyttade senare till 1775 Saint James Place, Suite 105, i distriktet Greater Uptown i Houston.

### Residens
Från åtminstone 1964 till 1968 var generalkonsulns residens beläget vid 4640 Bryn Mawr Lane i området Afton Oaks i Houston.

## Beskickningschefer
| Namn                                 | Period                         | Titel                 | Noter                          | Ref                  |
| Konsulat (1950–1963)                 | Konsulat (1950–1963)           | Konsulat (1950–1963)  | Konsulat (1950–1963)           | Konsulat (1950–1963) |
| ------------------------------------ | ------------------------------ | --------------------- | ------------------------------ | -------------------- |
| Gunnar Dryselius                     | november 1949 – 1957           | Konsul                | Generalkonsuls namn från 1953. | [ 2 ] [ 52 ]         |
| Karl Henrik Andersson                | 1958 – 28 juni 1963            | Konsul                |                                | [ 53 ] [ 7 ]         |
| Generalkonsulat (1963–1981)          |                                |                       |                                |                      |
| Karl Henrik Andersson                | 28 juni 1963 – 1963            | Generalkonsul         |                                | [ 7 ]                |
| Tore Högstedt                        | 1964–1969                      | Generalkonsul         |                                | [ 54 ]               |
| Bengt Rösiö                          | 1969–1971                      | Generalkonsul         |                                | [ 55 ]               |
| Vakant                               | 1971–1977                      | Generalkonsul         |                                | [ 9 ]                |
| Yngve Holmberg                       | 3 mars 1978 – 1 augusti 1981   | Generalkonsul         |                                | [ 56 ] [ 21 ]        |
| Honorärt generalkonsulat (1982–idag) |                                |                       |                                |                      |
| Vakant                               | 1982–1982                      | Honorär generalkonsul |                                | [ 57 ]               |
| Jeffrey B. Love                      | 29 april 1983 – 1988           | Honorär generalkonsul |                                | [ 30 ] [ 58 ]        |
| Robert A. Fowler                     | 19 september 1989 – 1998       | Honorär generalkonsul |                                | [ 59 ] [ 60 ]        |
| Jan Dryselius                        | 29 juni 1993 – 6 november 2008 | Honorärkonsul         |                                | [ 45 ]               |
| Jan Dryselius                        | 7 november 2008 – augusti 2012 | Honorär generalkonsul |                                | [ 47 ] [ 61 ] [ 62 ] |
| Astrid Marklund                      | 15 augusti 2012 – idag         | Honorär generalkonsul |                                | [ 63 ]               |

## Fotnoter
1. ↑  Adressen till dagens honorära generalkonsulat som öppnades 1983 efter att generalkonsulatet stängt två år tidigare.
2. ↑  Generalkonsulatet har sitt ursprung i det konsulat som invigdes den 24 maj 1950 som omvandlades till ett generalkonsulat 1963.